# Damae
Damae (eigentl. Daniela Marina Elisabeth Klein; * 10. Juli 1979 in Köln) ist eine deutsche Sängerin und Songwriterin, die mit der Dance-Band Fragma bekannt wurde.

## Leben
Damae kam 2001 zur Band Fragma und hatte mit You Are Alive ihren ersten internationalen Charthit. Sie blieb auch die nächsten Jahre Sängerin des Projekts, gleichzeitig sang sie als Feature-Artist oder Solo kleinere Produktionen ein.
2003 bis 2004 moderierte sie die wöchentliche Musiksendung dance:district auf Onyx.tv. 2012 trennte sie sich von Fragma.

## Diskografie (Auswahl)

### Singles
- 2003: Just Wanna Luv U (mit Distant Soundz)

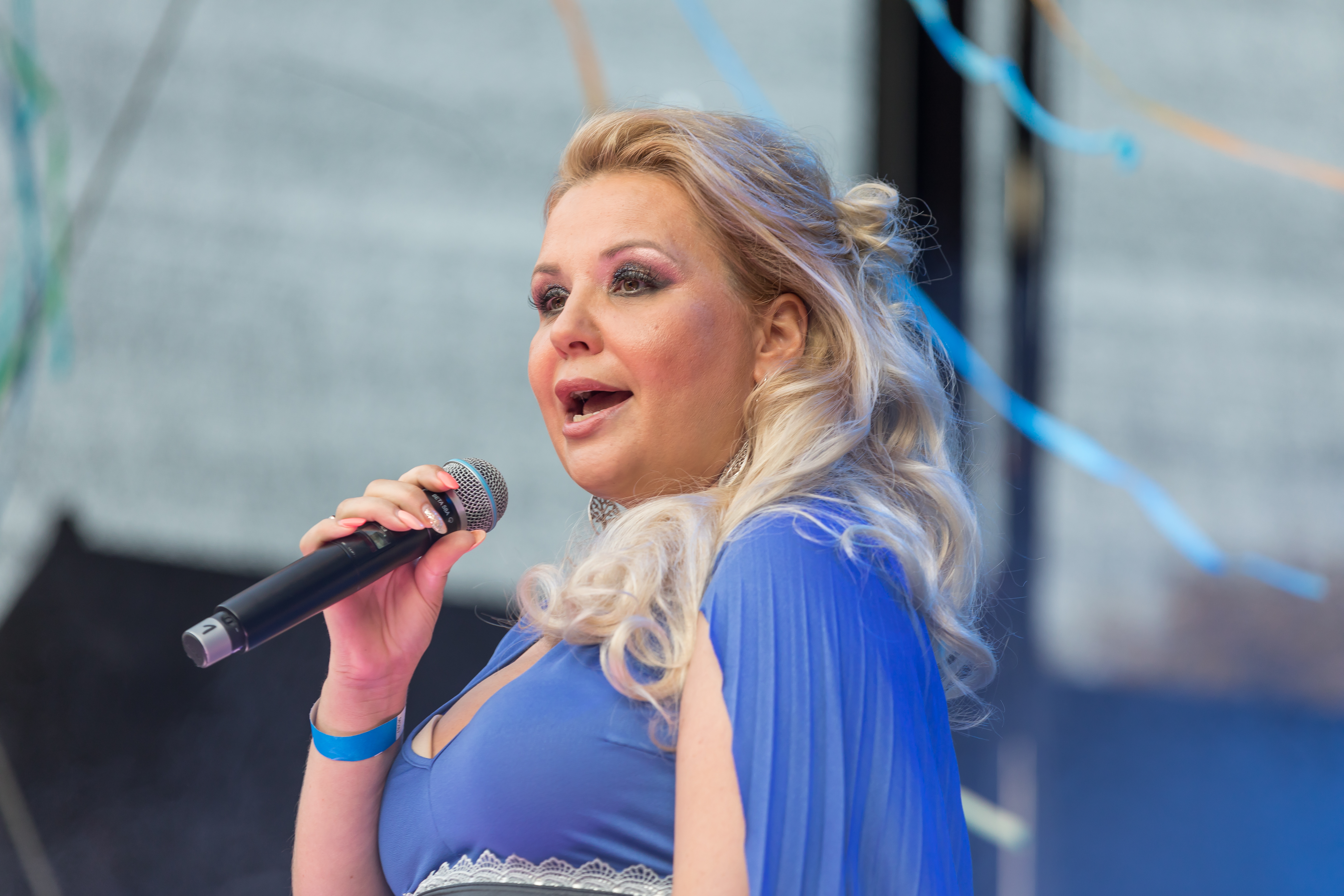
Damae (2018)

- 2003: Velvet Morning (mit Kyau & Albert)
- 2004: I’ve Been Thinking About You (mit Londonbeat)
- 2008: Lonely (mit Schiller)
- 2010: Ocean of Love (mit Darren Bailie)
- 2015: Castles in the Sky
- 2017: My Momma Said
- 2017: Illusion
- 2018: Gimme Your Love
- 2019: Getting Up (mit Scoopheadz)
- 2019: Wonderful Days (mit Scoopheadz)
- 2019: Outta Here (mit KRAFT, Jesus Luz)
- 2020: Survivors